# Sichelblättrige Wolfsmilch
Die Sichelblättrige Wolfsmilch oder Sichel-Wolfsmilch (Euphorbia falcata) ist eine Pflanzenart aus der Gattung Wolfsmilch (Euphorbia) innerhalb der Familie der Wolfsmilchgewächse (Euphorbiaceae).

## Beschreibung

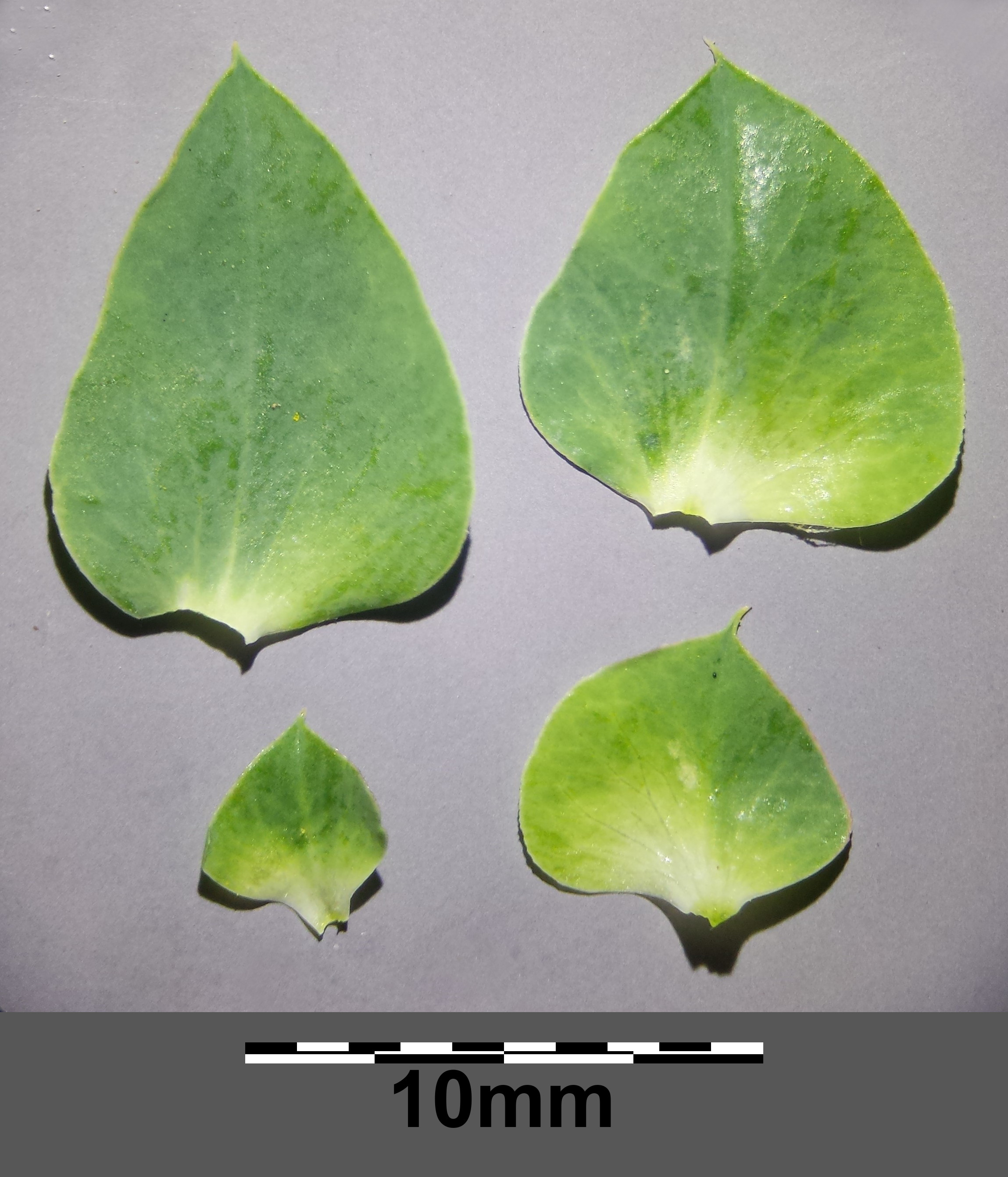
Die blaugrünen Hüllchenblätter sind dreieckig-eiförmig und deutlich bespitzt.

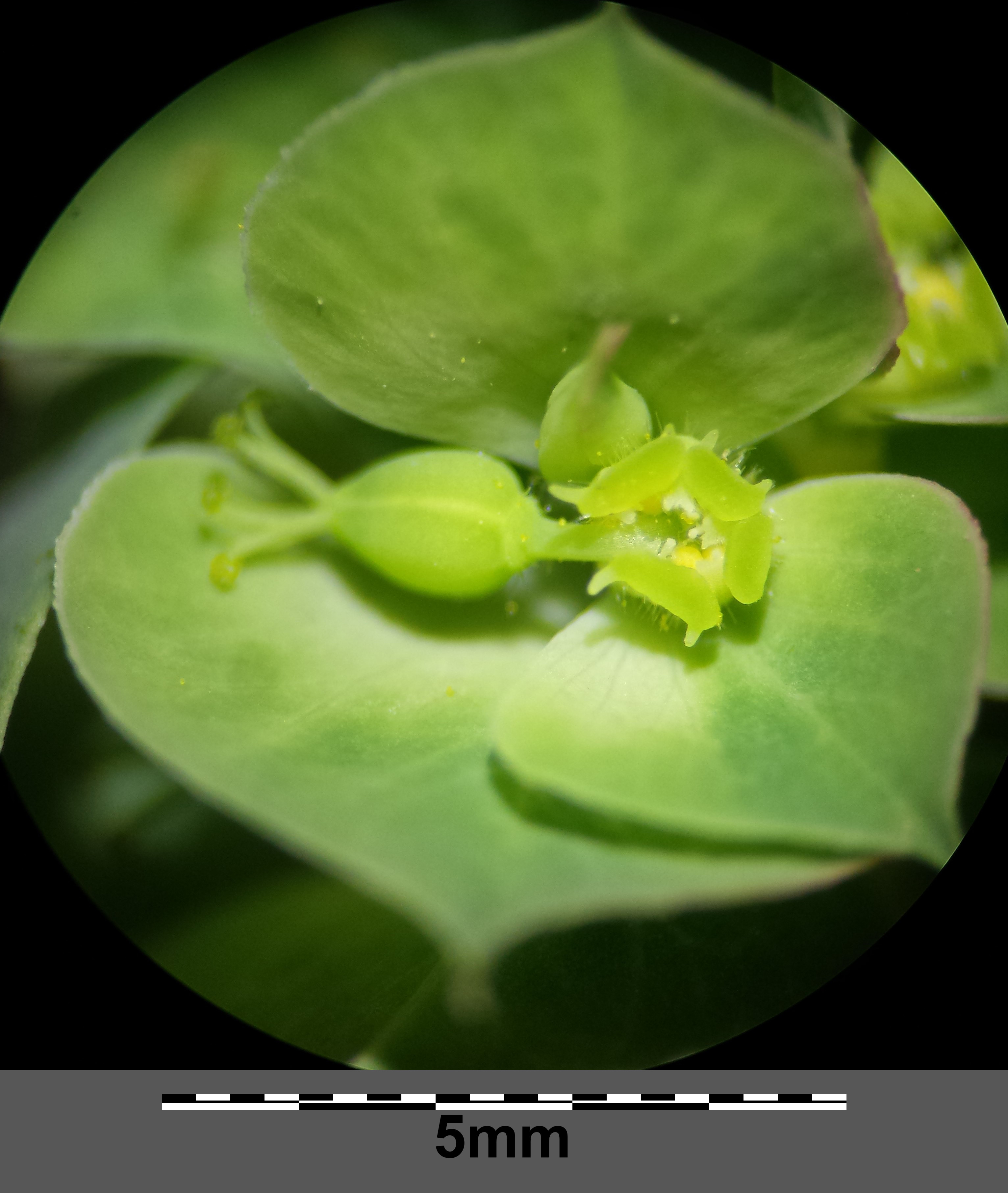
Cyathium mit zweihörnigen, grünlich-gelben Nektardrüsen.

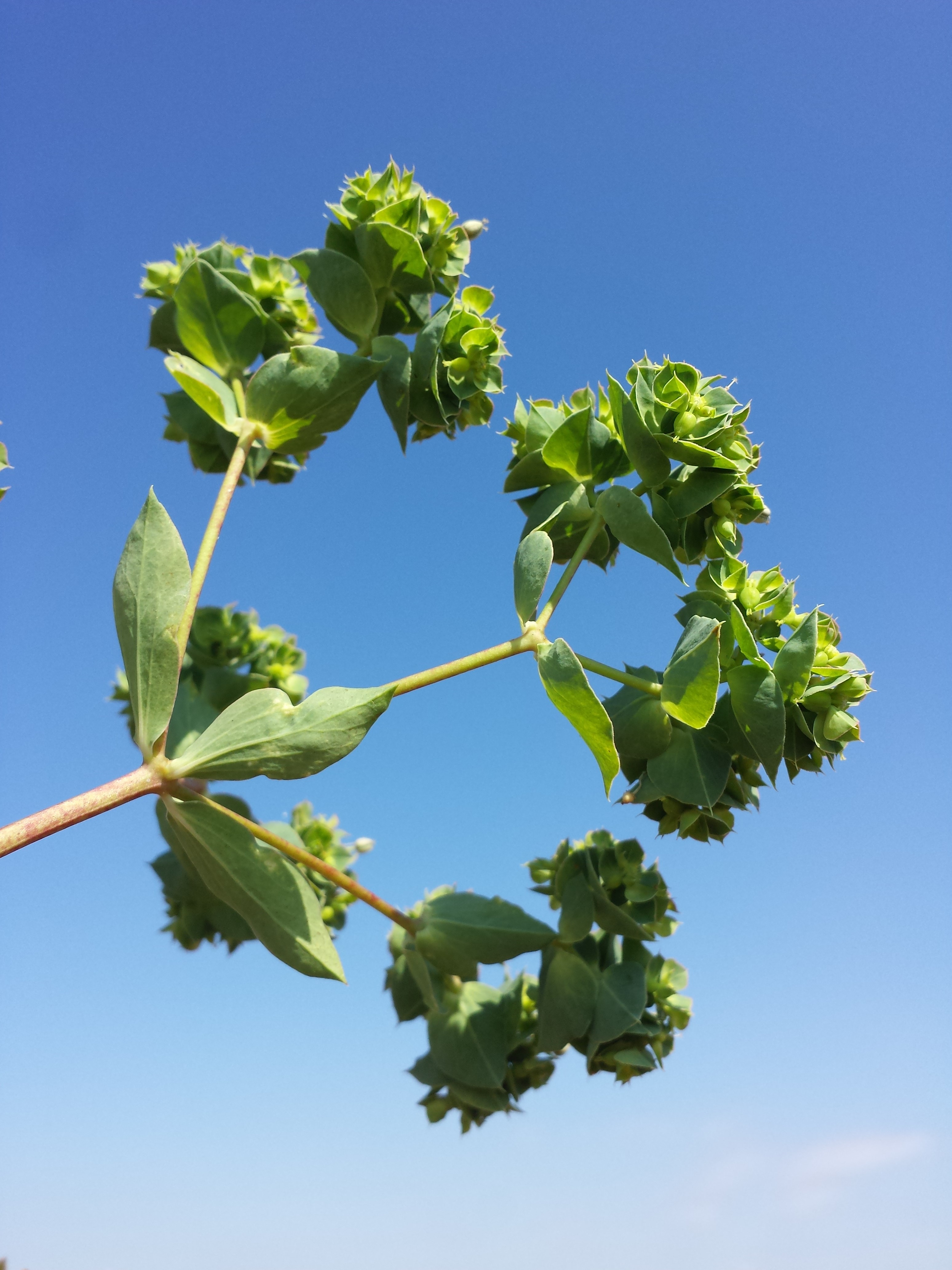
Pleiochasium (Untersicht)

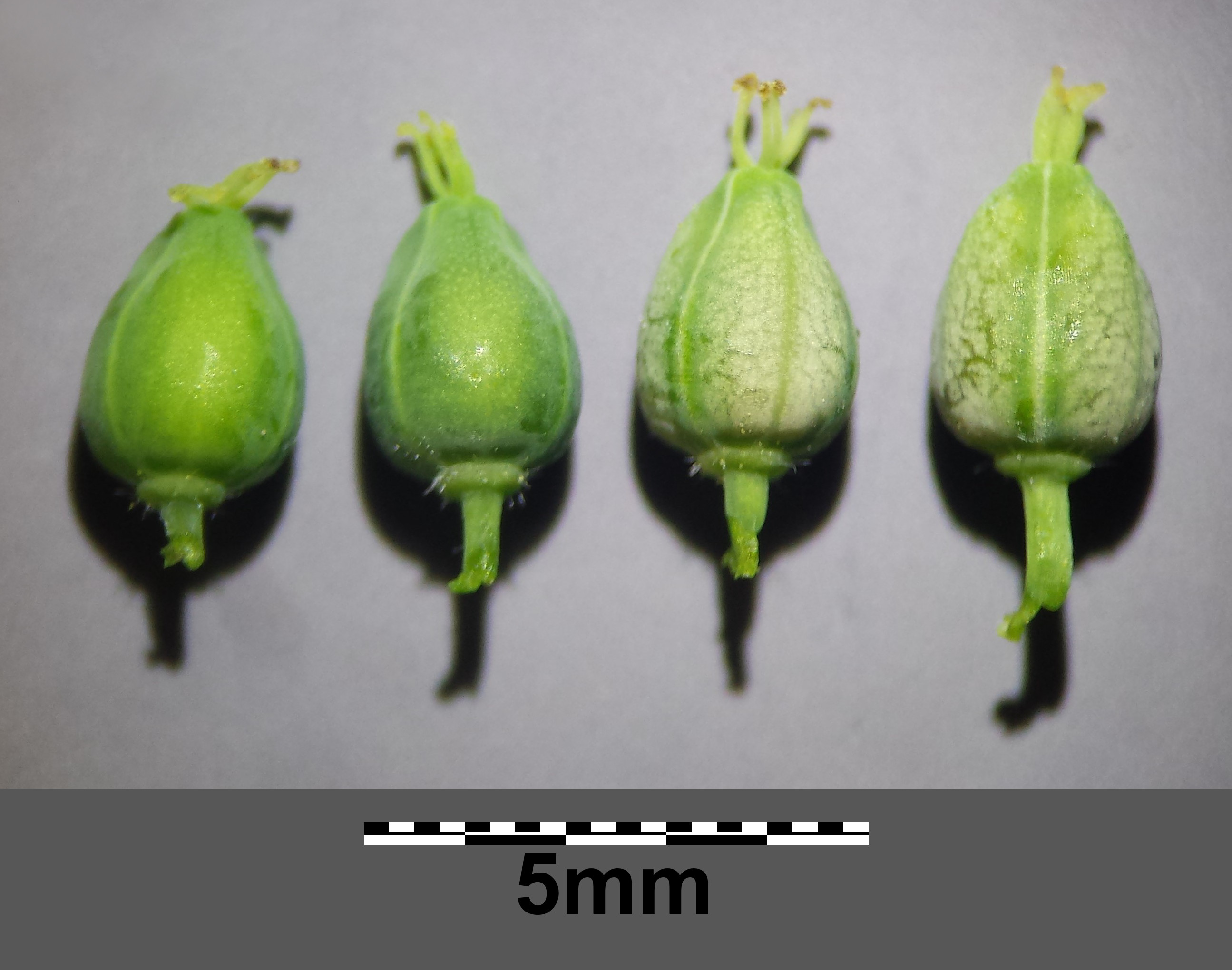
Die Früchte sind glatt und kahl.

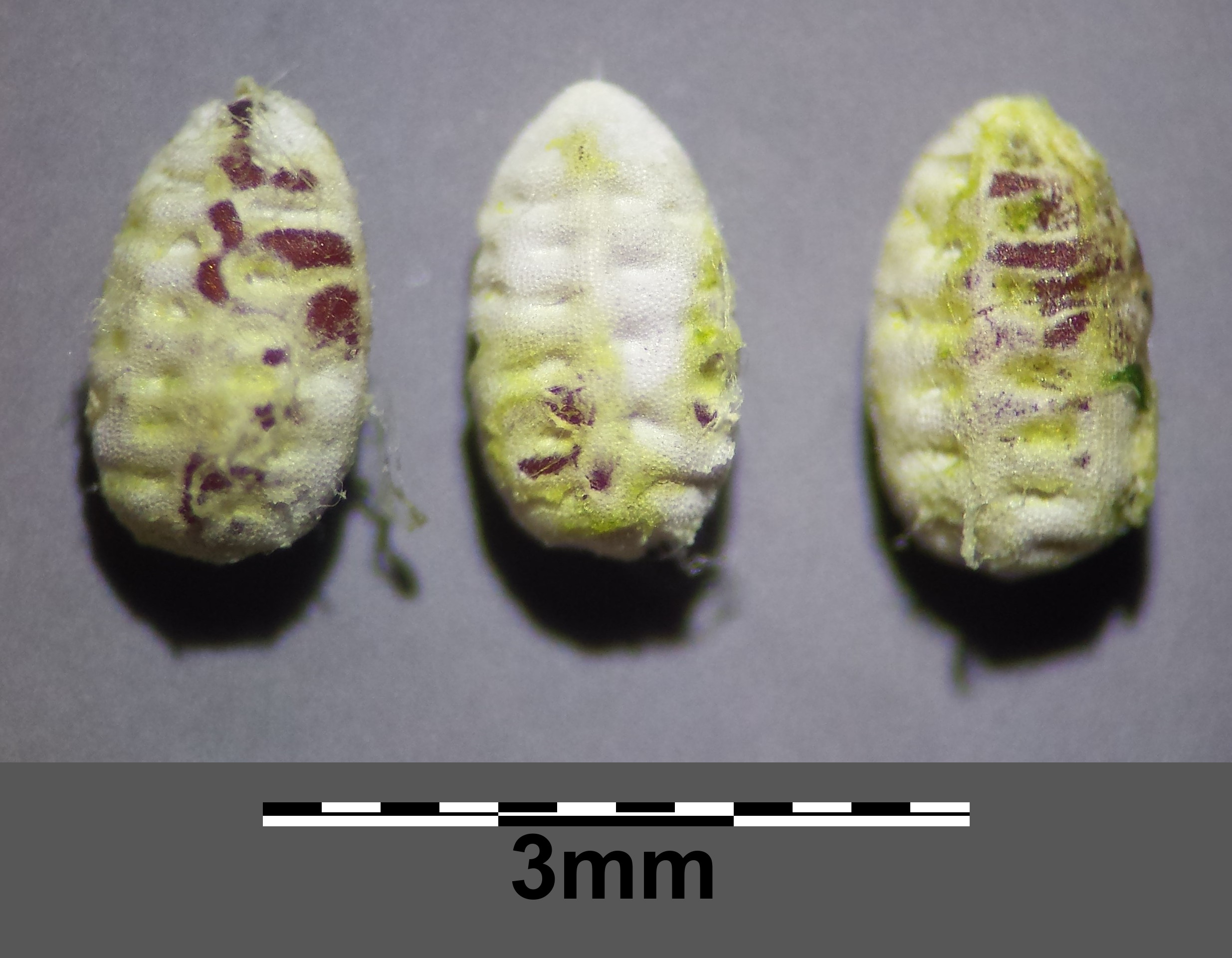
Die Samen sind querfurchig und im Querschnitt vierkantig.

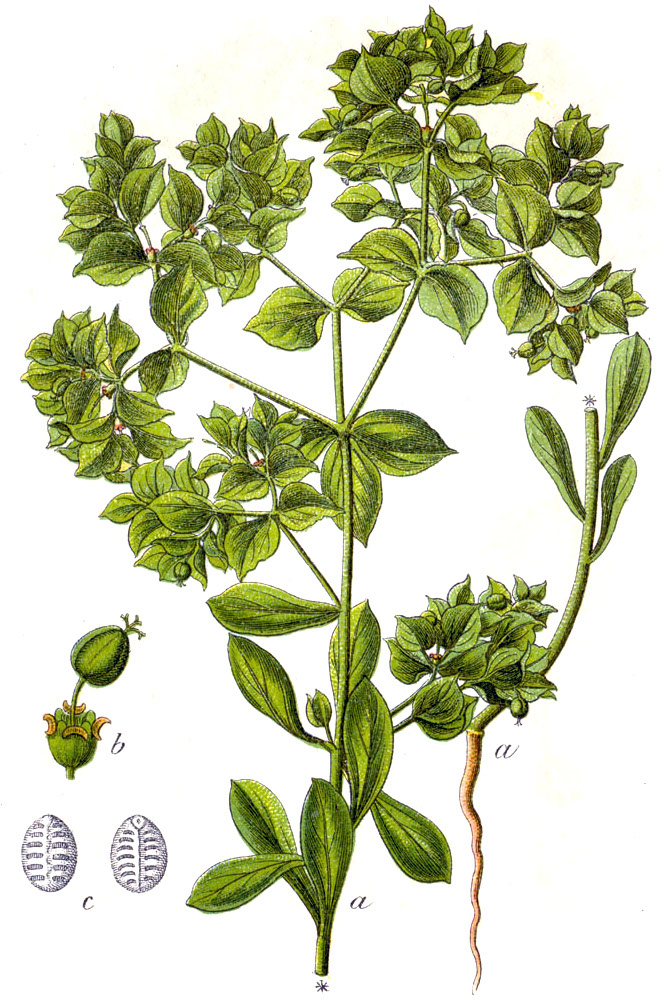
Illustration

### Vegetative Merkmale
Die Sichelblättrige Wolfsmilch ist eine einjährige krautige Pflanze und erreicht Wuchshöhen von 8 bis 20 oder 40 Zentimetern. Die oberirdischen Pflanzenteile sind bläulich-grün. Die Stängel sind aufrecht bis aufsteigend. Die wechselständig angeordneten Laubblätter sind sitzend. Die Blattspreite ist bei einer Breite von etwa 5 Millimetern lanzettlich, mehr oder weniger sichelförmig mit Stachelspitze. Nebenblätter fehlen stets.

### Generative Merkmale
Die Blütezeit reicht Juni bis Oktober. Der endständige, scheindoldige Blütenstand besteht aus drei bis fünf Strahlen. Die freien und nicht verwachsenen Hochblätter sind eiförmig bis dreieckig, so lang wie breit und haben einen fein gezähnelten Blattrand; ihr oberes Ende ist zugespitzt oder stachelspitzig mit 0,5 bis 1 Millimetern langer Spitze. Die Nektardrüsen sind mondsichelförmig oder zweihörnig und haben eine gelblich-grüne Gestalt.
Die Kapselfrucht ist glatt und hat keine Flügel. Die Samen sind runzelig oder grubig, im Querschnitt vierkantig.
Die Chromosomenzahl beträgt 2n = 16 oder 36.

## Ökologie
Die Bestäubung erfolgt durch Hautflügler (Diptera).

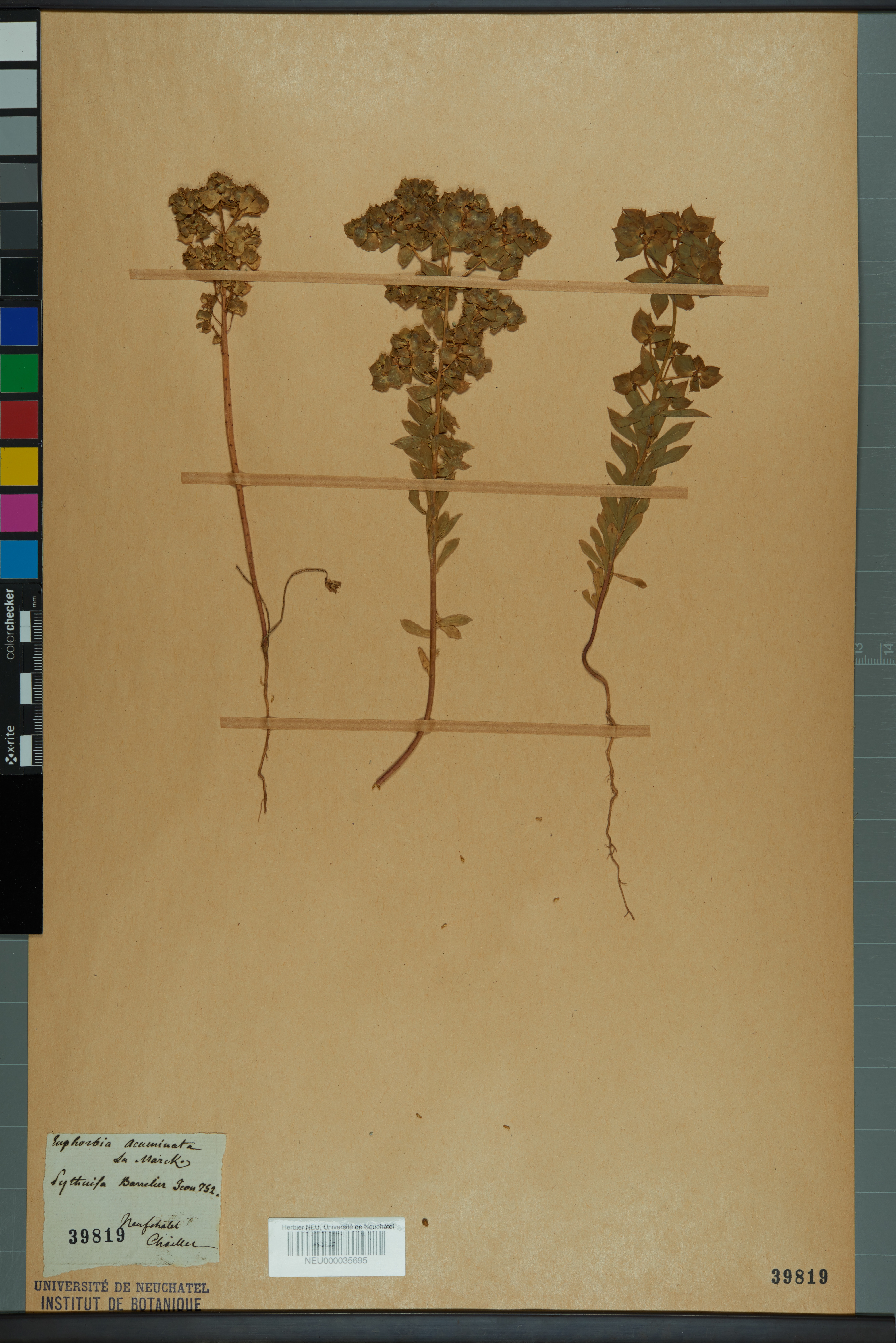
Herbarbeleg; bitte kein Pflanzenmaterial aus Wildbeständen entnehmen!

## Vorkommen und Gefährdung
Euphorbia falcata ist ein meridionales bis temperates, subozeanisches Florenelement. Euphorbia falcata ist in Europa und Westasien verbreitet. In Mitteleuropa gilt die Sichelblättrige Wolfsmilch als Archäophyt.
In Deutschland ist die Sichelblättrige Wolfsmilch bundesweit „vom Aussterben bedroht“. In Mecklenburg-Vorpommern und Bayern kommt sie nur „unbeständig“ vor, in Sachsen-Anhalt und Rheinland-Pfalz gilt sie als „ausgestorben,“ in Baden-Württemberg und Hessen als „vom Aussterben bedroht“, in Thüringen als „stark gefährdet“. In den anderen Bundesländern kommt sie nicht vor. Sie kommt in Österreich zerstreut vor und ist für Burgenland, Wien, Nieder- und Oberösterreich nachgewiesen, in Steiermark, Kärnten und Salzburg „unbeständig“. In Südtirol ist sie „ausgestorben“. In der Schweiz gilt sie als einheimische Pflanzenart und als bundesweit „gefährdet“. Im Wallis und den östlichen Zentralalpen ist sie „ausgestorben“, im Jura als „vom Aussterben bedroht“, in den übrigen Regionen als „stark gefährdet“.
Sie wächst auf Getreideäckern und Ruderalstellen auf nährstoffreichen Böden und steigt bis in die submontane Höhenstufe. Im pflanzensoziologischen System ist sie eine Klassencharakterart der Secalietea (Segetal-Unkrautgesellschaften).
Die ökologischen Zeigerwerte nach Landolt et al. 2010 sind in der Schweiz: Feuchtezahl F = 2 (mäßig trocken), Lichtzahl L = 4 (hell), Reaktionszahl R = 4 (neutral bis basisch), Temperaturzahl T = 5 (sehr warm-kollin), Nährstoffzahl N = 4 (nährstoffreich), Kontinentalitätszahl K = 3 (subozeanisch bis subkontinental).

## Systematik

### Taxonomie
Die  Erstveröffentlichung von Euphorbia falcata erfolgte 1753 durch Carl von Linné in Species Plantarum, Tomus I, S. 456. Nachdem sich der ursprüngliche Typusbeleg als identisch mit Euphorbia terracina L. herausstellte, wurde der Name Euphorbia falcata mit einem neuen Typus 1993 zur Konservierung vorgeschlagen. Dieser Vorschlag wurde von der Nomenklaturkommission 1995 mehrheitlich befürwortet.

### Botanische Geschichte
Je nach Autor gab es bei Euphorbia falcata L. nom. cons. Unterarten bzw. Varietäten:
- Euphorbia falcata subsp. acuminata (Lam.) Simonk.: Bei dieser Unterart sind die Nektardrüsen purpurfarben und nicht gelblich. Sie kommt in Mitteleuropa in Niederösterreich und im Burgenland vor. Ihre Heimat ist das Mittelmeerraum.[10] Sie ist ein Synonym von Euphorbia falcata.[7]
- Euphorbia falcata L. subsp. falcata (Syn.: Euphorbia mucronata Lam., Euphorbia rubra Cav., Euphorbia obscura Loisel., Euphorbia arvensis Kit., Euphorbia arvensis Schleich. ex Steud., Euphorbia rugosa Kit. nom. nud., Euphorbia arenaria Willd. ex Ledeb. nom. illeg., Euphorbia nervosa Kit., Euphorbia caudata Boiss. & Hausskn., Euphorbia erythrosperma A.Kern., Euphorbia caesaraugustana Willk. & Lange nom. nud., Euphorbia purpurascens Deysson nom. illeg., Euphorbia palatinata F.Zimm. nom. nud., Euphorbia pseudograeca Grossh., Euphorbia tatianae Fed., Euphorbia falcata subsp. rubra (Cav.) Mateo & Figuerola): Sie ist von Makaronesien über den Mittelmeerraum bis Europa und vom westlichen Himalaja bis zur Mongolei weitverbreitet. Sie enthält die meisten der bisherigen Subtaxa.[7]
- Euphorbia falcata var. galilaea (Boiss.) Boiss.: Sie kommt in der Türkei, in Syrien, im Libanon, in Israel und im Kaukasusraum vor. Sie ist ein Synonym von Euphorbia falcata.[7]
- Euphorbia falcata subsp. macrostegia (Bornm.) O.Schwarz: Sie kommt in Zypern und in der westlichen Türkei vor. Sie ist ein Synonym von Euphorbia erubescens (Boiss.) Boiss.[7]